# کینگ ۸۱۰
کینگ ۸۱۰ (انگلیسی: King 810) (به صورت ایت-وان-او تلفظ می‌شود) یک گروه نیو متال آمریکایی از فلینت، میشیگان است که در سال ۲۰۰۷ تشکیل شد.